# نایجل بگنال
نایجل بگنال (انگلیسی: Nigel Bagnall; ۱۰ فوریهٔ ۱۹۲۷ – ۸ آوریل ۲۰۰۲) فرمانده نظامی اهل بریتانیا بود. وی برندهٔ جوایزی همچون صلیب نظامی شده‌است. بگنال دوره‌ای رئیس ستاد کل بریتانیا بود.
او یک افسر حرفه‌ای ارتش بریتانیا بود که از سال ۱۹۸۳ تا ۱۹۸۵ به عنوان فرمانده کل ارتش بریتانیا در راین و سپس از سال ۱۹۸۵ تا ۱۹۸۸ به عنوان رئیس ستاد کل، رئیس حرفه‌ای ارتش بریتانیا، خدمت کرد. او در اوایل دوران نظامی خود شاهد عملیات در جریان وضعیت اضطراری فلسطین، وضعیت اضطراری مالایی، وضعیت اضطراری قبرس و رویارویی اندونزی و مالزی بود و بعدها در دوران حرفه‌ای خود به دولت بریتانیا در مورد نقش آینده سلاح‌های هسته‌ای بریتانیا مشاوره داد.